# Gert van 't Hof
Gert van 't Hof (Piershil, 23 april 1974) is een Nederlands sportjournalist, televisiepresentator en producent.
Van 't Hof is geboren en getogen in Piershil, in de Hoeksche Waard, en ging naar de School voor Journalistiek in Utrecht. Hij is de oprichter van productiebedrijf 'Voor de Buis', waarvoor hij producties voor regionale omroepen als RTV Rijnmond, Omroep West en Omroep Zeeland maakte en presenteerde. Vanaf 1994 presenteerde hij al voor radio en tv, bijvoorbeeld de programma's Rijnmond Sport, FC Rijnmond en Rotterdam Centraal (programma over de bouw van het nieuwe station) voor RTV Rijnmond. Van ’t Hof mocht als verslaggever van Radio Rijnmond naar de Olympische Spelen van 2004 in Athene. Hij volgde daar Olympiërs afkomstig uit de regio Rijnmond. 
Hij verhuisde naar Willemstad en medio 2013 verving hij Toine van Peperstraten als een van de vaste presentatoren van NOS Studio Sport en NOS Langs de Lijn. In 2016 bezocht Van 't Hof Rio de Janeiro om verslag te doen van de Olympische Zomerspelen. Sinds 2017 presenteert Van 't Hof Radio Tour de France, samen met Robbert Meeder. Ook neemt Van ’t Hof regelmatig de presentatie van de Eredivisie-uitzendingen van zondagavond 19.00 uur voor zijn rekening.
Momenteel presenteert Van ’t Hof de wedstrijden van het Nederlands voetbalelftal. Zodoende is hij ook regelmatig te zien in de NOS-internetserie In het spoor van Oranje.

## Persoonlijk
- Van 't Hof heeft 3 kinderen. Hij heeft een relatie met Karen Eshuis.[1][2]
- Van ’t Hof is in zijn vrije tijd triatleet. Zo voltooide hij in 2023 de triatlon Ironman Wales in iets minder dan 6 uur.[3]

## Trivia
- Een tante van Gert van 't Hof, Rachel Hokke, behoorde tot de eerste generatie Oranje Leeuwinnen. [4]
- Van ’t Hof is de eerste Bekende Nederlander (BN’er) die stopte met voetballen omdat hij bang was onderuit geschopt te worden omdat hij (inmiddels) een BN’er is.[5]
- Waar zijn NOS Sport-collega’s het in SBS-talkshow Vandaag Inside regelmatig moeten ontgelden, kreeg Van ‘t Hof juist een compliment. ‘Hij irriteert niet’, oordeelde Johan Derksen.[6]
- Satirisch VPRO-televisieprogramma Makkelijk Scoren kondigde in de uitzending van maandag 17 juni 2024 een fictieve documentaire over Gert van ’t Hof aan. Deze documentaire zou eerder al in Denemarken zijn uitgezonden.[7]
- Van ’t Hof heeft in bepaalde kringen een cultstatus. Mensen die hem op de voet volgen worden dan ook ‘gertologen’ genoemd.